# 에어 카이로
에어 카이로(영어: Air Cairo)는 이집트의 저가 항공사로 본사는 이집트 카이로에 위치해 있으며 1997년에 설립되어 2003년에 이집트 항공이 인수해 자회사가 되었다. 또한 사용하고 있는 허브 공항으로 카이로 국제공항이 있다.
ATR-72-600 ?대

## 사진

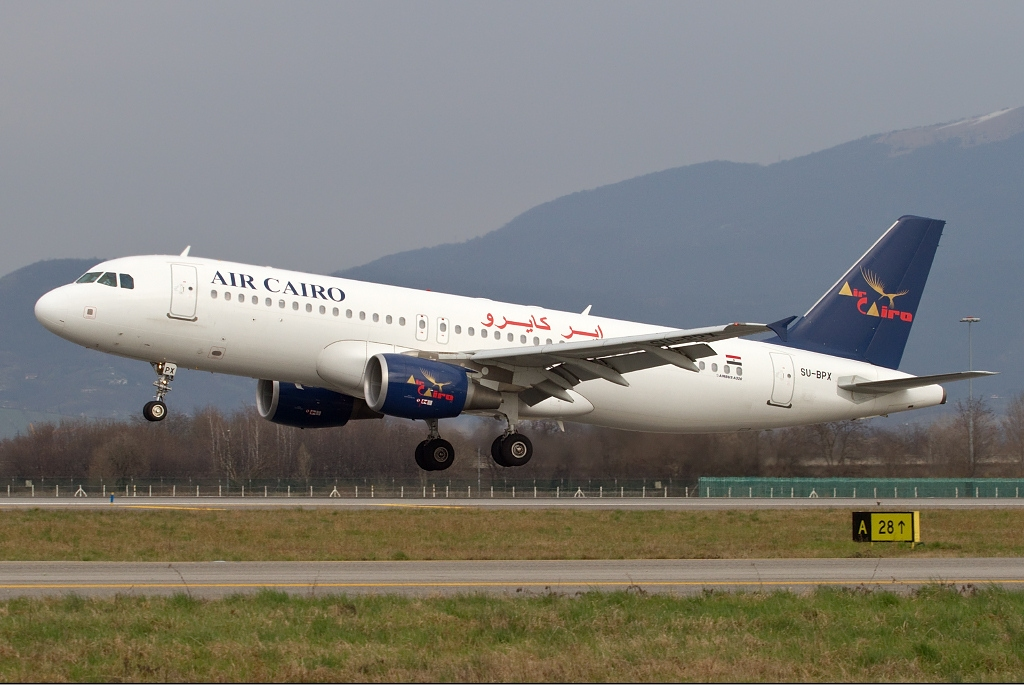
에어 카이로의 에어버스 A320-200
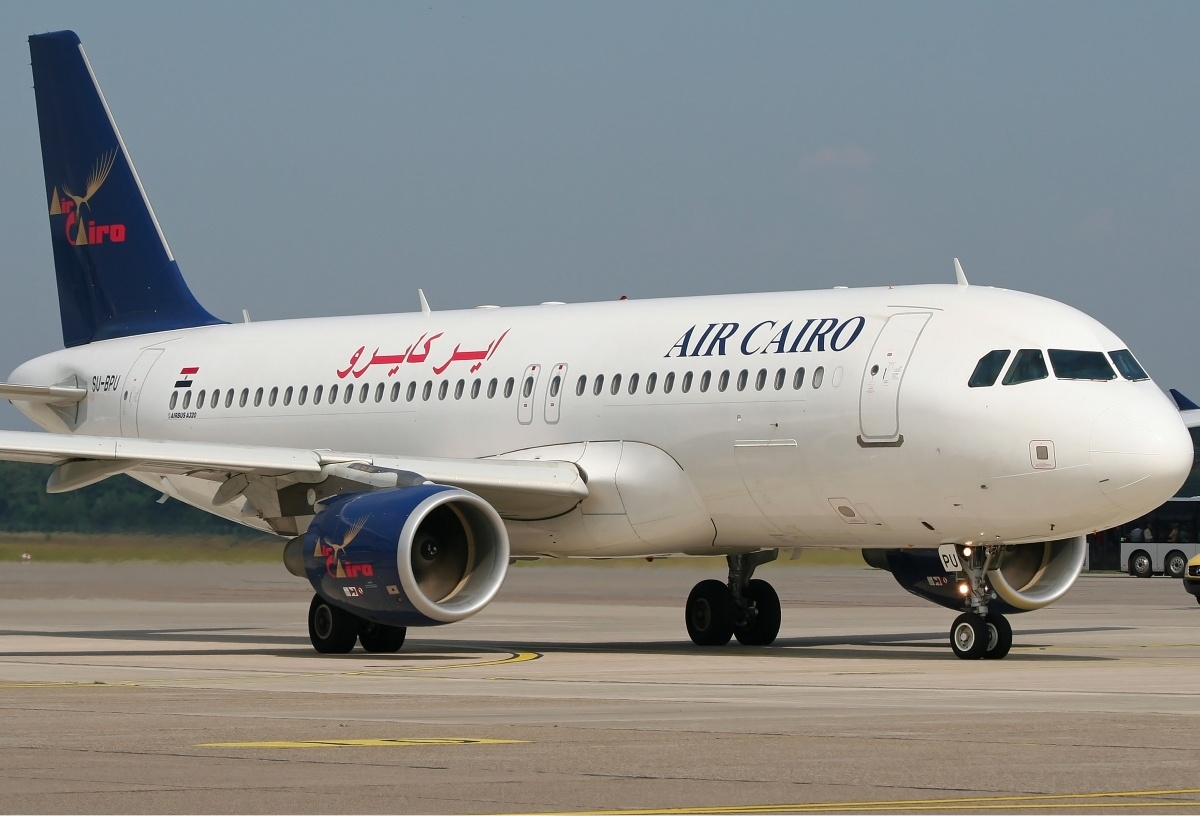
에어 카이로의 에어버스 A320-200
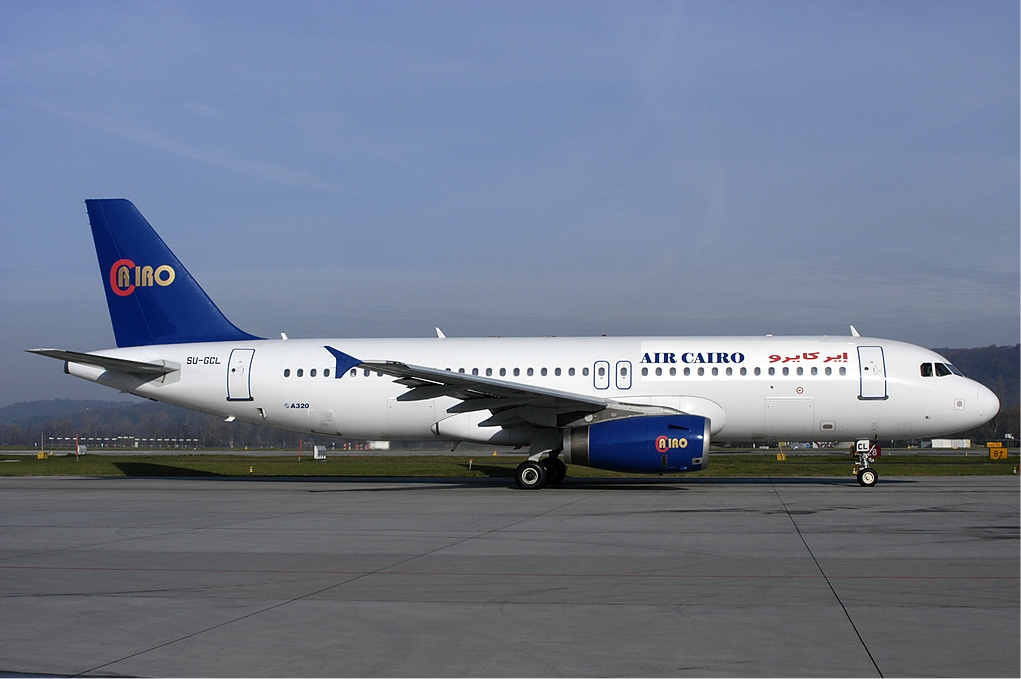
에어 카이로의 에어버스 A320-200